# 正義無敵音樂會
正義無敵音樂會，台灣演唱會，於2007年為推動轉型正義所發起的音樂活動，前身為台灣魂音樂會，於後在2008年、2010年陸續舉辦，並結合座談會、影展等跨型態的藝文方式來展現。

## 源起
正義無敵音樂會，是由台灣音樂、電影、藝文、時尚、學術界人士於2007年「二二八」六十週年時共同發起，為推動台灣之轉型正義所舉辦的音樂活動，並邀請台灣民眾以及台灣政黨人士共同連署「台灣轉型正義宣言」。
據其活動宣言，其活動目的在於：
- 藉由支持轉型正義理念的音樂人與主題影展，引介台灣青年認識轉型正義、支持轉型正義，並對轉型正義相關議題做各種面向的分享與討論。
- 以公民的理性力量與藝文的柔性力量，推動朝野政黨誠懇合作實踐轉型正義，並凝聚長期力量，協助組成民間社團對轉型正義做長期的投入與監督。

首屆的正義無敵音樂會在2月28日於台北市立中山足球場舉辦。演出陣容包括台灣的閃靈、Tizzy Bac、濁水溪公社、滅火器樂團以及Muse 謬思(英國)、秋茜 (日本)、盤古 (中國)、宇宙塑膠人 (捷克)、Strike Anywhere (美國)。
首屆主要發起人包括：林昶佐(Freddy)（閃靈主唱）、鄭文堂（導演）、黃皓傑（製片，金鐘獎得主）、張鐵志（作家）、柯仁堅（濁水溪公社主唱）、葉湘怡（螞蟻爆走音樂團隊總監）、傅鉛文(Orbis)（這牆音樂藝文展演空間總經理）、蔡宗哲（奧特曼音樂團隊總監）、韓宗儒（滾動媒體總監）、張世和（美術設計師）、葉宛青(KK)（小白兔橘子唱片總經理）、吳逸駿（大聲誌總編輯）、王興中（東吳大學政治系博士生）、陳仰德（美術設計師）、張世倫（樂評人）、汪子駿（SIMPLE LOGIC 網路行銷團隊總監）
共同發起人包括：張照堂（攝影家）、林強（音樂人）、王丹（中國民運領袖）、陳正然（蕃薯藤執行長）、陳信宏（迦鎷文化音樂 老諾Live House）、陳明秀（台灣文化產業學會副理事長）、何東洪（地下社會創辦人、輔仁大學助理教授）、馬世芳（樂評人）、李明璁（樂評人、台大社會系助理教授）、黃洛斐（外省台灣人協會執行長）、吳永吉（音樂人）、王曉蘭（VERY Conception 麻粒文化試驗所）、葉雲平（樂評人）、黃一晉（默契音樂總監）、張睿銓 (Joe)（大學講師、音樂工作者)、 許志遠 (DJ Point)、 翁嘉銘(瘦菊子)（球評、樂評人）、陳麗雯（學學文創志業 策展暨活動企劃）、吳逸驊（自由攝影師）、陳德政（樂評人PTT Brit-pop 討論區版主）、姜富琴（劇場工作者）、李怡道(timo)（獨立文字工作者）、謝三泰（攝影家）、陳慕義（演員）、吳俊輝（河左岸劇團團長）、翁正良（台灣綠色公民行動聯盟專案經理）、羅永昌（南區搖滾聯盟執行長）、崔愫欣（台灣綠色公民行動聯盟秘書長）、馮喬蘭（人本教育基金會執行長）、莊益增（導演）、顏蘭權（導演）、王寶漣（學生台灣語文促進會(TGB)通訊編輯）、吳乃德教授（中研院社會學研究所）、吳叡人教授（中央研究院臺灣史研究所）
出席之政治人物包含王金平、李登輝、馬英九、游錫堃、謝長廷、蘇貞昌、姚嘉文等。出席的政治人物除了馬英九以外，均簽署「台灣轉型正義宣言」。時任總統的陳水扁未出席但是在活動前就簽署宣言。

## 首屆經費
正義無敵音樂會大部份經費是以售票與民間募款方式籌措，並為了吸引更多民眾參與而壓低票價，導致活動虧損三百多萬元台幣。活動亦有台灣人權促進會、行政院二二八基金會、國際特赦組織等參與協辦。主辦單位表示謝絕政黨贊助，支持轉型正義的政黨可與一般支持者一樣以購票方式支持；但是民進黨青年發展部購買活動門票，贈送給加入「民主青年志工營」的成員，被部份人士批評此舉有變相贊助之嫌。。

## 後續
2008年第二屆以全台灣巡迴的方式舉辦，除了音樂會外，並結合主題影展與座談會的方式來呈現，其中最特別的場次為二月廿七日宇宙塑膠人(捷克)於台灣總統府的演出。除了宇宙塑膠人外，其他參與的樂團有光景消逝、風籟坊、Tube、橙草、1976樂團。2010年第三屆在屏東糖廠舉辦，演出陣容包括閃靈、林生祥、濁水溪公社、滅火器、阿飛西雅、風籟坊。

## 外部連結
- 正義無敵音樂會官方網站[永久]